# Convento dos Caetanos

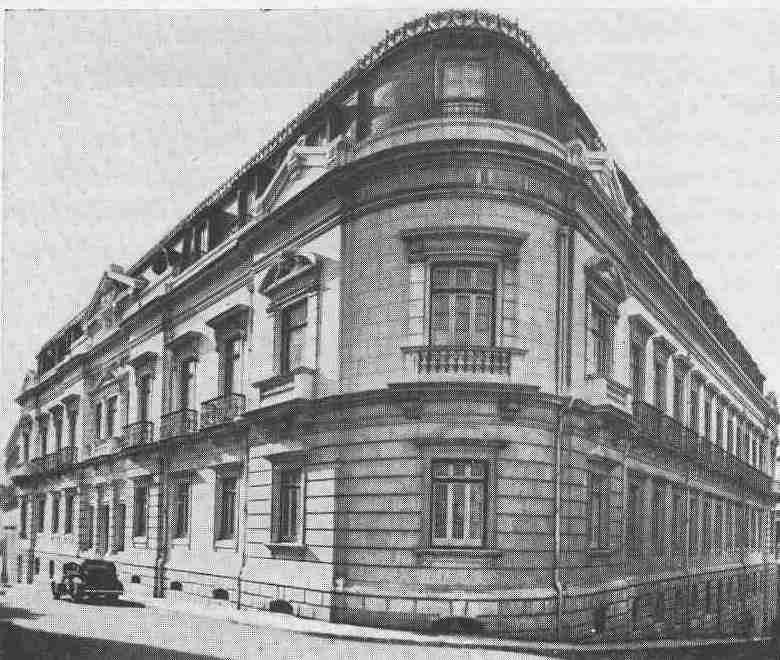
Conservatorio Nacional

O Convento dos Caetanos de Lisboa, ou Convento de Nossa Senhora da Providência, é um edifício conventual, sito na Rua dos Caetanos, freguesia de Santa Catarina, em Lisboa, construído a partir de 1653 para albergar a congregação lisbonense dos clérigos regulares da Ordem dos Teatinos, mais conhecidos por clérigos de São Caetano de Thiene (Ordo Clericorum Regularium ou Ordo Theatinorum) ou padres caetanos. O edifício sofreu grandes alterações no século XVIII, em consequência do Terramoto de 1755.
Com a vitória dos liberais na Guerra Civil Portuguesa, e a consequente extinção das ordens religiosas em 1834, o antigo convento foi adaptado para albergar o Real Conservatório de Lisboa, que foi ali inaugurado em 1837.